# Bitwa o whisky
Bitwa o whisky (ang. The Moonshine War) – amerykański film kryminalny z 1970 roku. Adaptacja powieści Elmora Leonarda.

## Fabuła
Fabuła dzieje się w Ameryce lat dwudziestych XX wieku, w czasach prohibicji. Agent podatkowy Frank Long pragnie zbić interes na handlu whisky, zanim zakaz sprzedaży alkoholu nie zostanie zdjęty. Postanawia wejść w spółkę z dawnym kolegą, a obecnie przemytnikiem Johnem „Sonem” Martinem. Jednak John Martin wbrew umowie nie chce mu wydać alkoholu. Wówczas Long wynajmuje kryminalistów, by go zastraszyć.

## Obsada
- Patrick McGoohan – Frank Long
- Alan Alda – John „Son” Martin
- Teri Garr – młoda żona
- Bo Hopkins – Bud Blackwell
- Lee Hazlewood – Dual Metters
- Richard Widmark – dr Emmett Taulbee
- Melodie Johnson – Lizann Simpson
- Will Geer – pan Baylor
- Joe Williams – Aaron
- Susanne Zenor – Miley Mitchell
- Harry Carey Jr. – Arley Stamper